# 卞德培
卞德培（1926年—2001年），男，中国天文科普作家，北京天文馆创建人之一，《天文爱好者》杂志创刊人之一。

## 纪念
- 卞德培星